# Glyphoderus sterquilinus
Glyphoderus sterquilinus là một loài bọ cánh cứng trong họ Bọ hung (Scarabaeidae).